# Nebulossa
Nebulossa — испанский электропоп-дуэт, в состав которого входят певица Мери Бас и клавишник и продюсер Марк Дасуза. Победители Benidorm Fest 2024 с песней «Zorra» и представители Испании на конкурсе «Евровидение-2024».

## История
Дуэт Nebulossa образовался в 2018 году. Название группы произошло от слова «nebulosa» (в переводе с исп. — «туманность»), поскольку во время путешествия в Порт-Эйне Бас и Дасуза посетили астрономическую обсерваторию, где постоянно упоминалась туманность. Двойной S является символической ссылкой на валенсийский язык, потому что то, как это слово произносится на испанском языке, в валенсийском языке будет написано с двойным S.
В 2022 году в составе трио вместе с Офелией Алибрандо они участвовали в «Una voce per San Marino», предварительном отборе Сан-Марино на Евровидение 2023, но не прошли этап прослушивания. Впоследствии Nebulossa приняли участие в Benidorm Fest 2024, испанском отборе на «Евровидение-2024», с песней «Zorra». Они заняли первое место в своём полуфинале, пройдя квалификацию в финал, который в итоге выиграли и получили право представлять Испанию на конкурсе, на котором заняли 22-е место, набрав 30 очков.